# Albraunia fugax
Albraunia fugax är en grobladsväxtart som först beskrevs av Pierre Edmond Boissier och Noe, och fick sitt nu gällande namn av Franz Speta. Albraunia fugax ingår i släktet Albraunia och familjen grobladsväxter. Inga underarter finns listade i Catalogue of Life.